# Hermann Diels

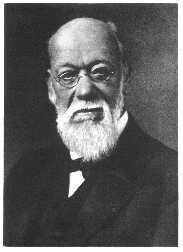
Hermann Diels.

Hermann Alexander Diels (Biebrich am Rhein (tegenwoordig: Wiesbaden-Biebrich), 18 mei 1848 - Berlijn, 4 juni 1922) was een Duits classicus, vooral bekend vanwege zijn uitgave van de fragmenten der voorsocratische filosofen.

## Leven
Na zijn eindexamen in 1867 heeft Diels in Berlijn (o.a. bij Johann Gustav Droysen) en Bonn (bij Hermann Usener en Otto Jahn) klassieke filologie gestudeerd. De eerste helft van 1872 spendeerde hij aan een reis naar Italië om handschriften in te zien. Daarna is hij tien jaar leraar geweest, eerst in Hamburg, daarna in Berlijn. Vanaf 1882 was hij hoogleraar in de klassieke filologie te Berlijn, een functie die hij bekleedde tot aan zijn emeritaat in april 1921. Diels' enorme werkkracht heeft geresulteerd in talloze publicaties, voor het merendeel op het gebied van de klassieke filosofie, en in mindere mate op dat van de Griekse technologie. Diels was de vader van Nobelprijswinnaar Otto Diels (Nobelprijs voor de Scheikunde 1950). Zijn leven lang werd Diels gehinderd door dyslexie.

## Werk
In 1877, dus nog toen hij leraar was, werd Diels benoemd tot redacteur van de Commentaria Graeca in Aristotelem, de uitgave van alle oud-Griekse commentatoren op Aristoteles.
In 1879 verscheen Diels' Doxographi Graeci. De term doxografie heeft Diels bedacht om de schrijvers aan te duiden die opvattingen -doxai- over bepaalde filosofische onderwerpen verzameld hebben, een traditie die teruggaat op Theophrastus. (Dit in tegenstelling tot biografie waarin de levens -bioi- van filosofen worden weergegeven.) Diels reconstrueert de geschiedenis van de Griekse doxografische traditie, en poneert hiertoe een zekere Aetius, die geleefd zou hebben in de eerste eeuw na Christus (maar die we buiten een vermelding bij Theodoretus verder niet kennen) als bron voor de ons wel overgeleverde doxografische geschriften: de Placita van Pseudo-Plutarchus, de Anthologie van Stobaeus en de Graecorum affectionum curatio van Theodoretus van Cyrrhus.
In 1903 verscheen de eerste druk van Diels' Die Fragmente der Vorsokratiker, zijn bekendste werk. Het bevat zowel de verzameling van de fragmenten van de werken van de voor-socratische filosofen, als getuigenissen over hen en hun werk. Het heeft hiermee de standaard gezet voor het onderzoek naar de opvattingen van deze filosofen. Het werk wordt meestal aangeduid als DK, waarbij de 'K' staat voor Walter Kranz, degene die vanaf de vijfde druk (na Diels' overlijden) de verbetering en uitbreiding van het werk voor zijn rekening heeft genomen.